# Clinophaena mahensis
Clinophaena mahensis är en tvåvingeart som först beskrevs av Jean-Jacques Kieffer 1911.  Clinophaena mahensis ingår i släktet Clinophaena och familjen gallmyggor.
Artens utbredningsområde är Seychellerna. Inga underarter finns listade i Catalogue of Life.